# Бюст Салавата Юлаева
Бюст Салавата Юлаева — скульптурное изображение Салавата Юлаева в носящем его имя городе Салавате.

## История
Бюст Салавата Юлаева работы скульптора, народного художника БАССР, Тамары Павловны Нечаевой впервые открыт 23 октября 1955 года в парке имени Салавата Юлаева в Салавате. У подножия памятника был разбит цветник. Вокруг памятника была установлена массивная чугунная ограда.
Т. П. Нечаева много раз, с 1945 года, обращалась к образу Салавата. Она воплощала его то в бронзе, то в гипсе, то в фарфоре, каждый раз раскрывая в нём всё новые и новые черты. 
Национальные черты образа Салавата скульптору помогло передать характерное лицо артиста Арслана Мубарякова, над скульптурным портретом которого художница также работала в это время. Сходство между лицами Салавата и Арслана легко угадывается. Было сделано несколько вариантов скульптуры. В 1952 г. по гипсовой модели отлили 3 бронзовых изображения. В этом же году два из них установили в Уфе (25 июля 1952 г.) и на родине батыра в Салаватском районе Башкирии. Третий памятник в 1955 г. был открыт в г. Салавате в парке по улице Пушкина. Были выпущены настольные гипсовые бюсты. Также выпущена марка СССР с изображением памятника.
Памятник является первым в городе Салавате и особо почитаемым, так как поставлен народному герою Башкортостана Салавату Юлаеву, именем которого назван город. В 2004 году бюст был перенесён на бульвар Салавата Юлаева. Постамент был заменен на более высокий.
Нечаевский памятник Салавата пользуется огромной популярностью в родных местах героя. Кроме Малояза — райцентра Салаватского района, — копия его имеется в с. Юлаево, а в 1998 г. на территории курорта «Янгантау» был установлен бюст героя, находившийся ранее в саду имени Салавата г. Уфы.

## Композиция
Памятник представляет из себя бюст Салавата Юлаева. Памятник выполнен из бронзы. Постамент выполнен из железобетона, окрашен в белый цвет.
Надпись на памятнике — «Салават Юлаев».
На постаменты памятника в парке был барельеф со свитком и ручками, саблей и луком, говорящие о том, что Салават был воином и поэтом.